# Уэрта, София
София Кристина Уэрта (исп. Sofia Christine Huerta; род. 14 декабря 1992, Бойсе) — американская футболистка мексиканского происхождения, игрок клуба «Сиэтл Рейн», на правах аренды выступающая за «Олимпик Лион», и сборной США по футболу.

## Биография

### Игровая карьера

#### Студенческая карьера
На студенческом уровне играла за команду «Санта Клара Бронкос», за которую играла в течение трёх сезонов. По итогам 2013 года Уэрта забила 16 голов и сделала 8 голевых передач, став лучшим бомбардиром команды и вошла в третью команду лиги.
В следующем году, она повторила результативность, забив 17 голов и сделав 3 передачи.

#### Профессиональная карьера

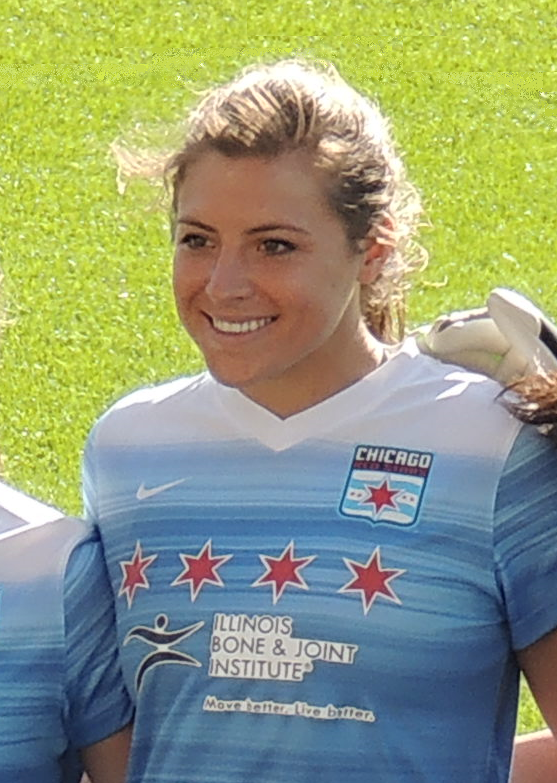
Уэрта в форме «Чикаго Ред Старз» в 2016 году

В январе 2015 года была выбрана на драфте во 2-м раунде под общим 11-м номером клубом «Чикаго Ред Старз».
9 мая 2015 года в матче с «Бостон Брейкерс» оформила первый дубль в карьере, а «Ред Старз» выиграли матч со счётом 3:0. В матче с «Хьюстон Дэш» Уэрта оформила второй дубль; матч закончился со счётом 2:2, а Уэрта была названа игроком 6-й недели в NWSL В сентябре она была номинирована на премию «Новичок года».
В октябре 2016 года перешла на правах аренды в австралийский клуб «Аделаида Юнайтед». Отыграв в составе «Юнайтед» 12 игр и забив 8 голов, Уэрта получила премии «Игрок месяца» и Игрок года W-лиги Аделаиды Юнайтед".
После окончания сезона в Австралии, играла за «Чикаго Ред Старз». 18 июня 2018 года перешла в «Хьюстон Дэш», где отыграла 12 игр, в которых забила 5 голов, а по итогам сезона вошла во вторую команду NWSL.
В сентябре 2018 года перешла в «Сидней», в составе которого выиграла чемпионат Австралии.
3 февраля 2020 года перешла в «ОЛ Рейн» по итогам сделки по обмену игроками. В составе этой команды Уэрта в 2022 году завоевала два трофея, выиграв регулярный чемпионат NWSL, а также Женский международный кубок.

#### Международная карьера

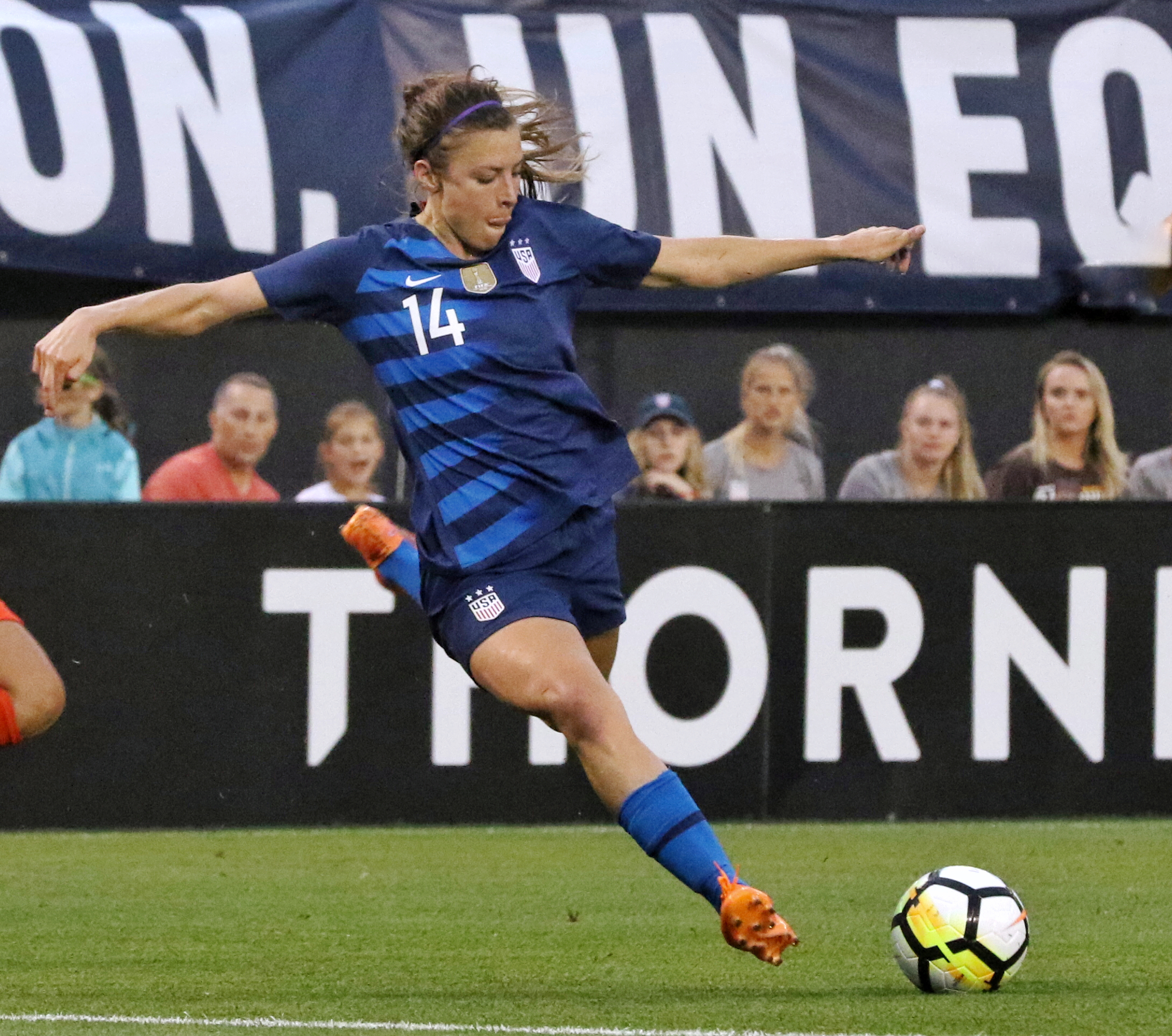
Уэрта в игре за сборную США в 2018 году

Уэрта играла за молодёжную сборную Мексики на МЧМ-2012, на котором забила 3 мяча; по итогам турнира мексиканки вылетели в 1/4 финале проиграв нигерийской сборной со счётом 1:0.
В июле 2017 года Уэрта решила сменить гражданство и играть за сборную США; в сентябре 2017 года ФИФА подтвердила смену гражданства футболистки. 16 сентября 2017 года дебютировала за сборную США в матче против сборной Новой Зеландии; матч закончился победой США со счётом 3:1, а Уэрта стала первой футболисткой, игравшей за обе взрослые сборные США и сборную Мексики.
В 2022 году в составе женской сборной США стала победительницей чемпионата КОНКАКАФ.
В июне 2023 года была включена в состав сборной на чемпионате мира 2023 года. На турнире играла в матче со сборной Вьетнама (3:0), а сам турнир закончился для сборной США вылетом в 1/8 финала после поражения команды в серии пенальти от сборной Швеции со счётом 5:4 после 120 минут игрового времени.

### Личная жизнь
Её отец — мексиканец, уроженец Пуэблы, а мать американка.
Своим любимым футболистом считает Лионеля Месси.